# رضا سيد حسن
د. رضا سيد حسن (1942- 1987) أكاديمي وكاتب لبناني ولد في بلدة عيترون في جنوب لبنان في 25 نيسان/ أبريل1942.

## دراسته
حاز د. رضا سيد حسن شهادة البكالوريوس في التاريخ من جامعة بيروت العربية ثم شهادة الماجستير من الجامعة اللبنانية. كما حاز شهادة الدكتوراه في التاريخ والآثار من جامعة القديس يوسف في بيروت.

## عمله
للدكتور رضا سيد حسن حياة مهنية حافلة بدأها عام 1961 كمدرس في مدرسة بلدة برعشيت الرسمية التي تولى إدارتها في السنة التالية 1962 وهو بسن العشرين ليكون بذلك أحد إصغر مدراء المدارس في لبنان. وفي سنوات قليلة قام بتطوير المدرسة من بضعة غرف تدريس متفرقة في المنازل السكنية وعدد قليل من التلاميذ إلى مصاف المدارس الرسمية النموذجية وإحدى أنجح المدارس في جنوب لبنان.
بعد اجتياح إسرائيل لجنوب لبنان عام 1978 وانشاء ما عرف ب«الحزام الأمني» على طول الحدود اللبنانية مع فلسطين المحتلة، انتقل د. رضا سيد حسن إلى بيروت ليكون مديراً للدروس في «المهنية العاملية» وناظراً في «ثانوية حارة حريك الرسمية» في الضاحية الجنوبية لبيروت.
بعد نيله الدكتوراه عام 1982 من جامعة القديس يوسف في بيروت، أصبح د. رضا سيد حسن أستاذاً لعلم الآثار في كلية الآداب بالجامعة اللبنانية مع تركيز على تاريخ وآثار الشرق الأدنى وبلاد ما بين النهرين. وبقي في هذا المنصب بالإضافة لنشاطاته الأكاديمية الأخرى لحين وفاته المفاجئة في بيروت في 15 كانون الأول/ ديسمبر 1987 وهو بعمر الخامسة وأربعين.
عرف د. رضا سيد حسن بنشاطه في التنمية المحلية ومهاراته الإدارية والتنظيمية العالية ليكون مرجعاً في شؤون الإدارة التربوية بالإضافة إلى الكفاءة الأكاديمية.

## مؤلفاته
للدكتور رضا سيد حسن كتابان منشوران هما:
- الصليبيون وآثارهم في جبل عامل، دار مصباح الفكر، 1987
- المعارك والأسر بين العرب والروم، الدار العالمية، 1985